# Gavignano (Haute-Corse)
Pour les articles homonymes, voir Gavignano.
Gavignano est une commune française située dans la circonscription départementale de la Haute-Corse et le territoire de la collectivité de Corse. Elle appartient à l'ancienne piève de Rostino, en Castagniccia.

## Géographie

### Situation
Gavignano est une petite commune de moyenne montagne du canton de Golo-Morosaglia, dans la piève de Rostino, au pied du San Petrone (1 767 m), à l'ouest de la Castagniccia, qui est comme son nom l'indique, une forêt de châtaigniers. Elle domine la moyenne vallée de la Casaluna.
Communes limitrophes

### Géologie et relief
À la fin du Mésozoïque (Crétacé supérieur), se forme la Corse dite « alpine », composée de schistes lustrés et de roches vertes (ophiolites). La Corse alpine (orientale) se caractérise par un ensemble complexe de nappes de charriage.

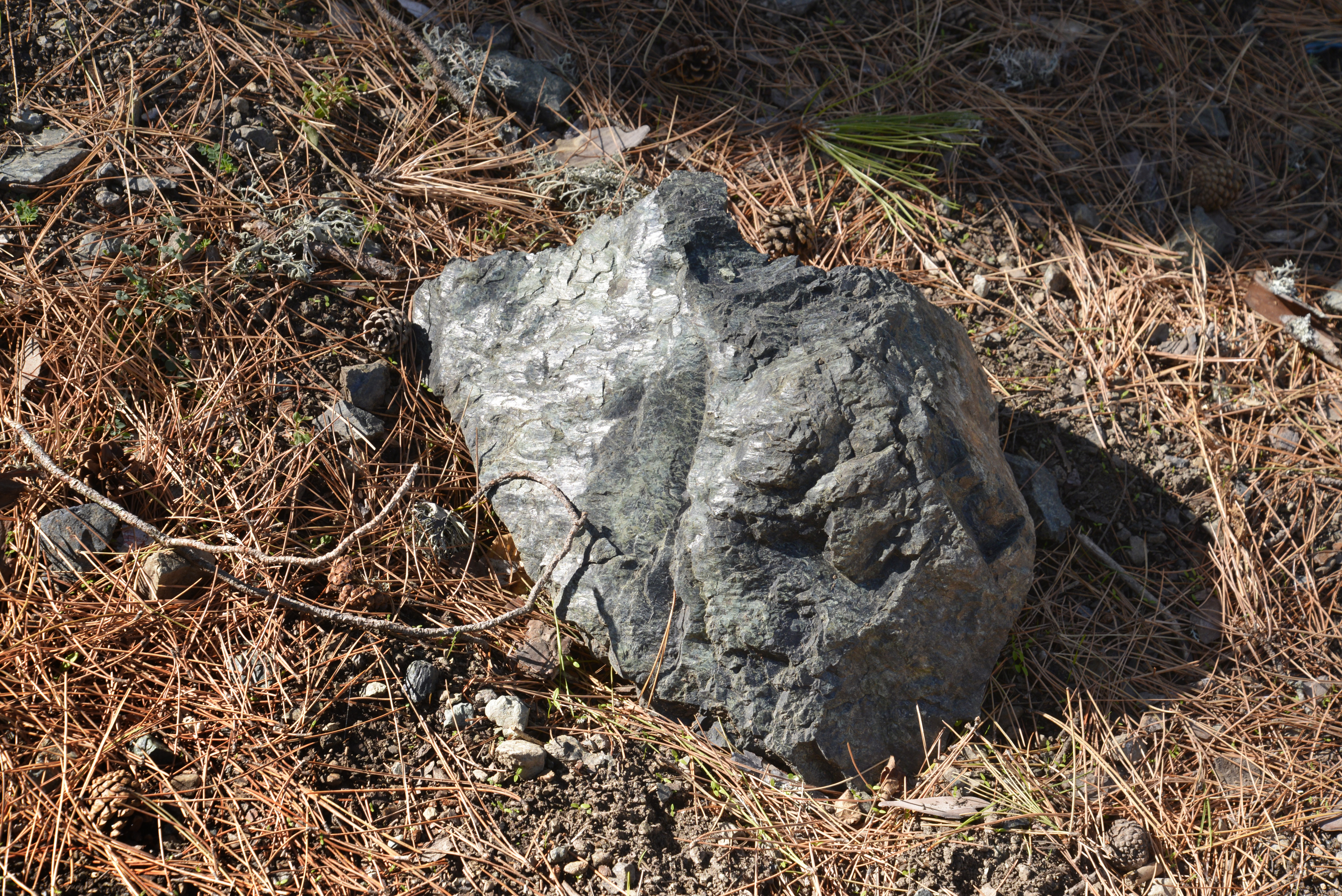
Calcshiste ou schiste lustré en à Rospigliani (Corse).

Elle est formée par une succession d’unités autochtones (terrains en place), para-autochtones (terrains faiblement déplacés) et surtout allochtones (terrains fortement déplacés). Les deux premières coïncident grossièrement avec la dépression centrale. L’allochtone, appartenant essentiellement à la zone des schistes lustrés et des ophiolites, correspond aux reliefs orientaux (Cap Corse et Castagniccia).
La série de la Castagniccia correspond à une entité géographique et géomorphologique constituée de plusieurs unités litho-tectoniques. Gavignano fait partie d'un ensemble d’unités composites à matériel à la fois d’origines océanique et continentale, où sont représentés un socle métamorphique, un complexe ophiolitique, un socle métasédimentaire, et des formations métasédimentaires océaniques.
Le territoire communal est une longue bande de terre orientée dans un axe est-ouest, s'étendant depuis le Monte Goio (1 650 m) de la dorsale du massif du Monte San Petrone, jusqu'au lit du Golo (209 m d'altitude), avec un étranglement au lieu-dit Rippe Rosse  qui le partage en deux secteurs aux reliefs différents :
- le secteur oriental se compose d'un chaînon secondaire s'épaulant au Monte Goio son culmen, et déclinant vers la forêt de San Pietro d'Accia via le rocher di Monti Rossi (1 383 m). Un autre chaînon secondaire se trouve ensuite au nord, - qui aboutit au lit du ruisseau de Prunitaccio à 347 m d'altitude -, sur lequel a été construit le hameau de Petragrossa à une altitude moyenne de 790 m, celui de Pieditermini (750 m), enfin le village Olmi et Borgo (725 m). Autour de ce deuxième chaînon s'écoule au nord le ruisseau de Prunitaccio, et au sud le ruisseau de Gavignaninco. À l'est du village se situe le vallon du Paiarello ;
- le secteur occidental est une zone collinaire couverte par le secteur septentrional de la forêt territoriale de Pineto, avant l'approche sur la rive droite du Golo, de terrains plats anciennement terres agricoles drainées par la rivière Casaluna.

### Hydrographie
Affluent du ruisseau de Prunitaccio qui, en partie, délimite le territoire communal avec celui de Castineta, le ruisseau de Gavignaninco est le principal cours d'eau communal. Long de 6,3 km, une bonne partie de son cours sépare Gavignano de Saliceto. Il reçoit les eaux du ruisseau de Paiarello qui prend sa source à environ 1 130 m d'altitude au lieu-dit Fontaine de Sbollara  sur les flancs occidentaux du Monte Goio. Le ruisseau de Prunitaccio rejoint la rivière Casaluna en aval du pont routier (RD 39) de Scoltola, à l'altitude de 311 mètres. La Casaluna longe les limites territoriales et traverse par deux fois la commune avant de se jeter dans le Golo qui la sépare à l'ouest de Piedigriggio.

### Climat et végétation
Par le climat méditerranéen et ses caractéristiques géomorphologiques, la commune est soumise à des risques d’inondation notables à l’occasion des fortes pluviométries du printemps et de l’automne. Ces inondations sont dues à des crues torrentielles de la Casaluna. Gavignano est recensé au travers des dossiers départementaux des risques naturels majeurs et figure sur l'état des procédures du plan de prévention du risque inondation (PPRi) approuvé au 1er janvier 2012.
Adossé depuis le Monte Goio (1 650 m) au versant occidental du chaînon principal du massif du Monte San Petrone, le secteur oriental de la commune est couvert par la forêt de San Pietro d'Accia (Nord) composée principalement de châtaigniers retournés à l'état de forêt jusqu'à 800 m environ, et de hêtres à l'étage supérieur. Le secteur occidental lui, est en partie couvert par la forêt de Pineto, forêt composée majoritairement de pins maritimes et de chênes verts.

### Voies de communication et transports

#### Accès routiers
Le village est traversé par la route D 639, une départementale qui relie la D 39 à San-Lorenzo à la D 71 à Morosaglia via les villages de Saliceto, de Gavignano  et de Castineta.
Depuis le hameau de Poggio démarre la route D 139 qui aboutit à Lano. Cette sinueuse départementale traverse des secteurs inhabités de Gavignano et des communes de Saliceto et San-Lorenzo en longeant la rivière Casaluna.

#### Transports
Le village de Gavignano est éloigné des « métropoles » régionales. Il n'est desservi par aucun service transports en commun de voyageurs.
La gare de Chemins de fer de la Corse la plus proche est la gare de Francardo, distante de 17,2 km. La gare de Ponte-Leccia au nord, est quant à elle distante de 20 km.
L'aéroport le plus proche est celui de Bastia distant de 44,7 km. La gare maritime de L'Île-Rousse est distant de 61,4 km. Quant au port de commerce de Bastia, il se trouve à 62,5 km.

## Urbanisme

### Typologie
Au 1er janvier 2024, Gavignano est catégorisée commune rurale à habitat très dispersé, selon la nouvelle grille communale de densité à sept niveaux définie par l'Insee en 2022.
Elle appartient à l'unité urbaine d'Ajaccio, une agglomération intra-départementale regroupant cinq  communes,,. Par ailleurs la commune fait partie de l'aire d'attraction de Corte, dont elle est une commune de la couronne,. Cette aire, qui regroupe 34 communes, est catégorisée dans les aires de moins de 50 000 habitants,.

### Occupation des sols
L'occupation des sols de la commune, telle qu'elle ressort de la base de données européenne d’occupation biophysique des sols Corine Land Cover (CLC), est marquée par l'importance des forêts et milieux semi-naturels (91,5 % en 2018), une proportion identique à celle de 1990 (92,1 %). La répartition détaillée en 2018 est la suivante : 
forêts (71,1 %), milieux à végétation arbustive et/ou herbacée (20,4 %), zones agricoles hétérogènes (8,5 %). L'évolution de l’occupation des sols de la commune et de ses infrastructures peut être observée sur les différentes représentations cartographiques du territoire : la carte de Cassini (XVIIIe siècle), la carte d'état-major (1820-1866) et les cartes ou photos aériennes de l'IGN pour la période actuelle (1950 à aujourd'hui).

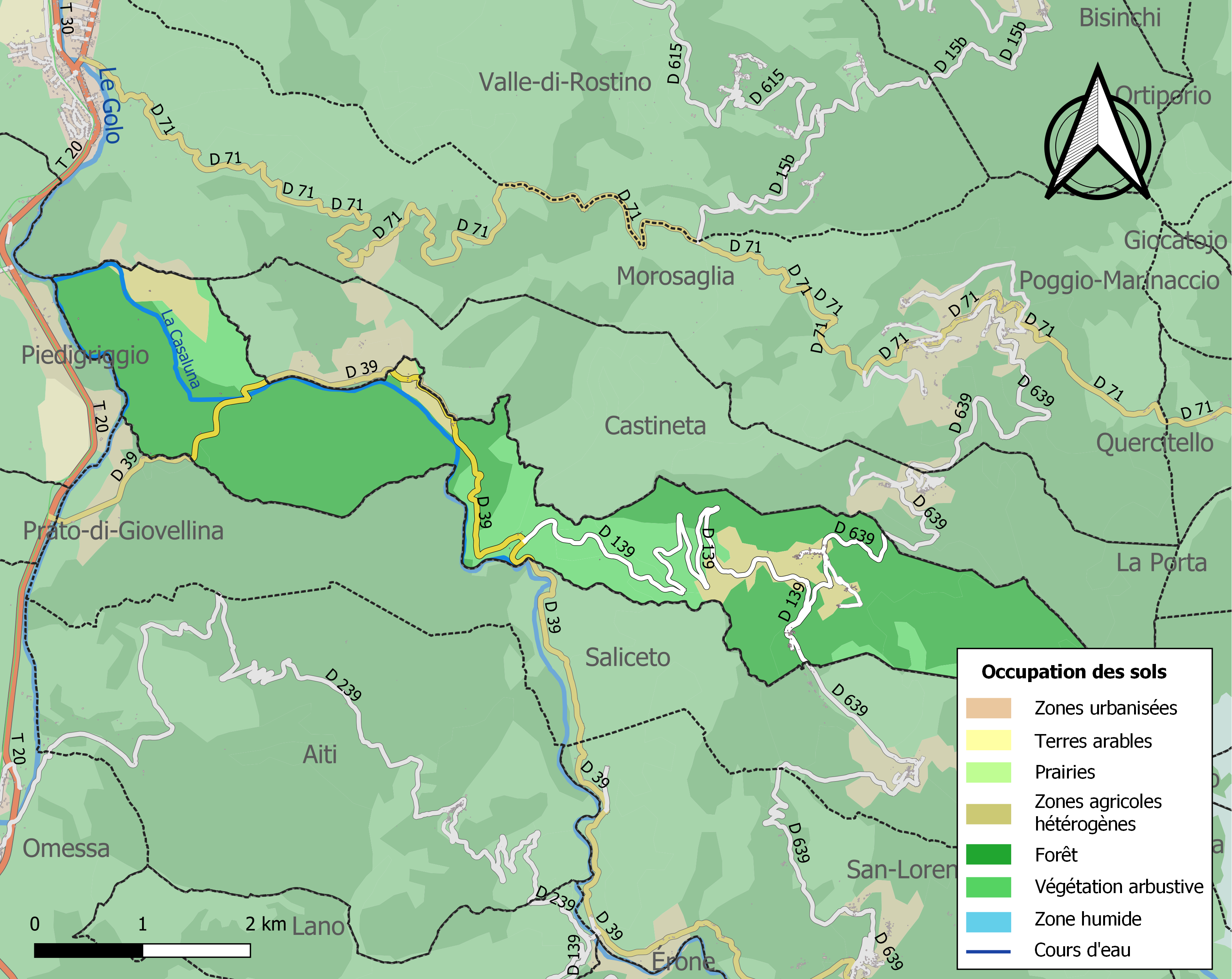
Carte des infrastructures et de l'occupation des sols de la commune en 2018 (Corine Land Cover).

### Olmi
Olmi est le village central de la commune, desservi par la route D 639 qui relie Saliceto et San Lorenzo au sud, et Castineta, Morosaglia au nord. S'y trouvent la mairie et l'église paroissiale de l'Annonciation.

### Borgo

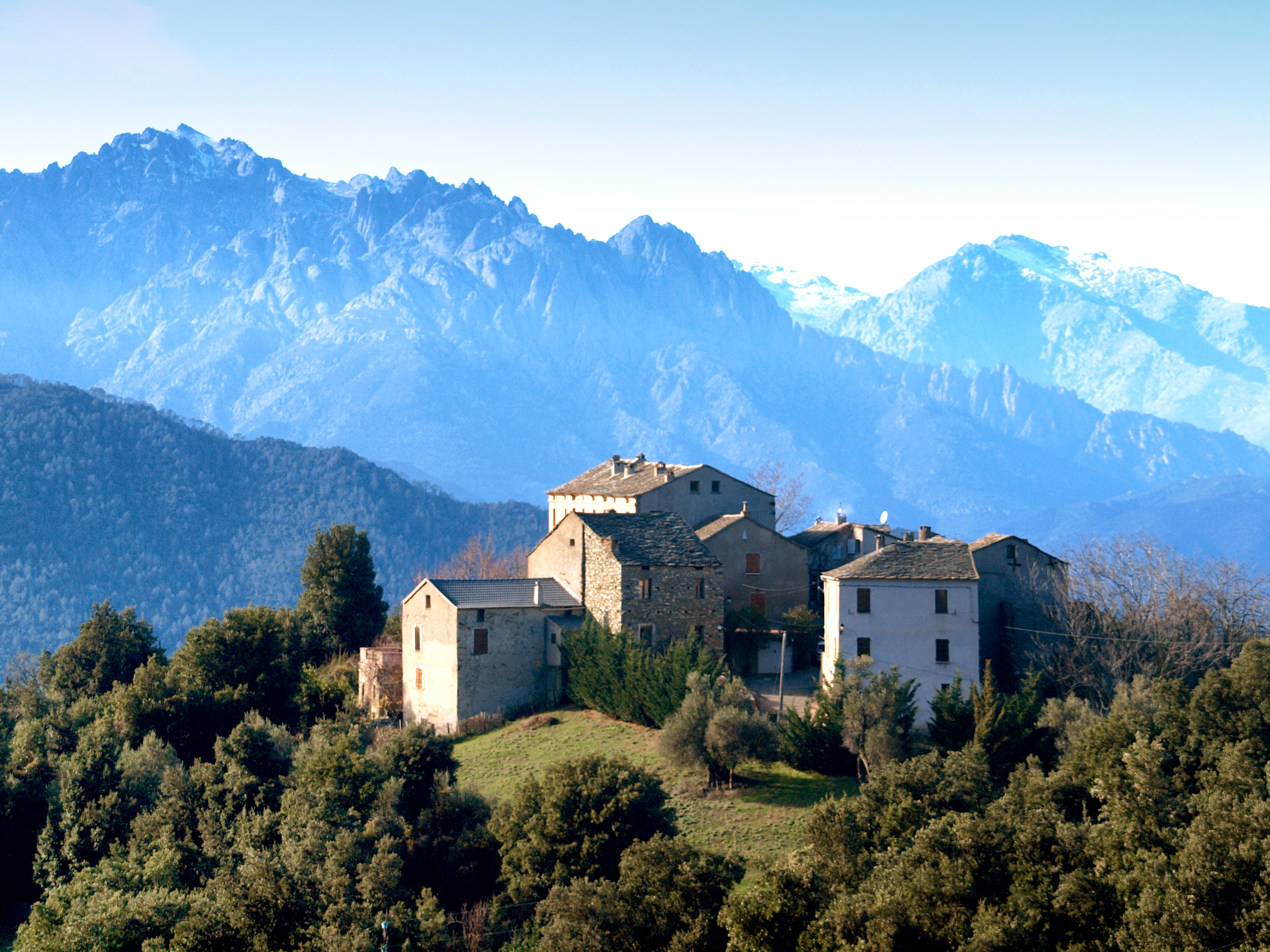
Hameau de Borgo.

Borgo est un vieux hameau situé à l'ouest du village. Il a été construit sur un promontoire rocheux ; les habitations aux toits couverts d'ardoise, sont accolées les unes aux autres, sur deux rangées. Certaines qui ne sont pas crépies, présentent des trous de boulins. Six de ces maisons sont reprises à l'inventaire préliminaire du patrimoine de la Corse (bâti), ainsi que la chapelle funéraire de la famille Delfini et la maison de notable de la famille Matra.

### Poggio

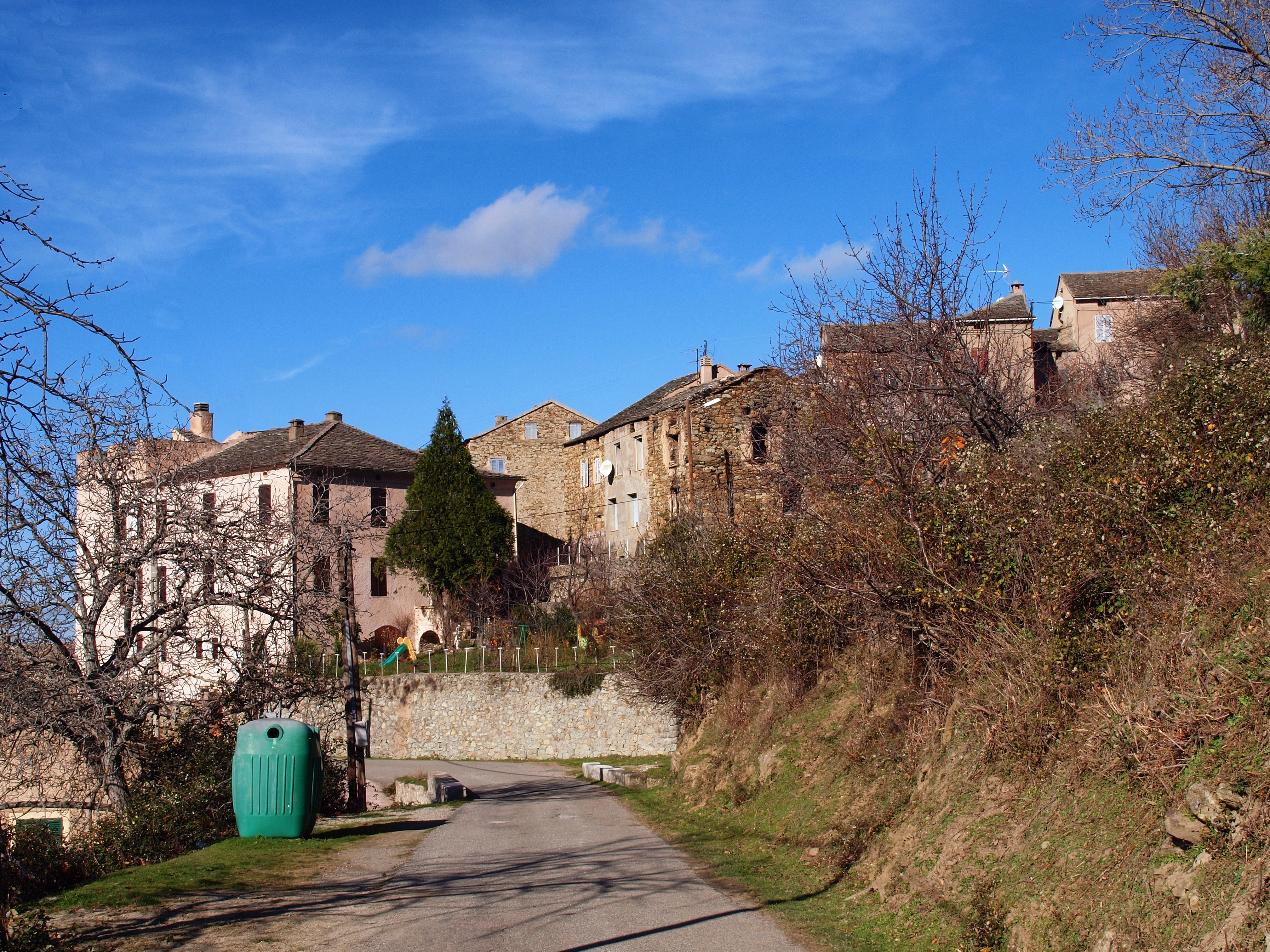
Entrée sud du hameau de Poggio.

### Petragrossa

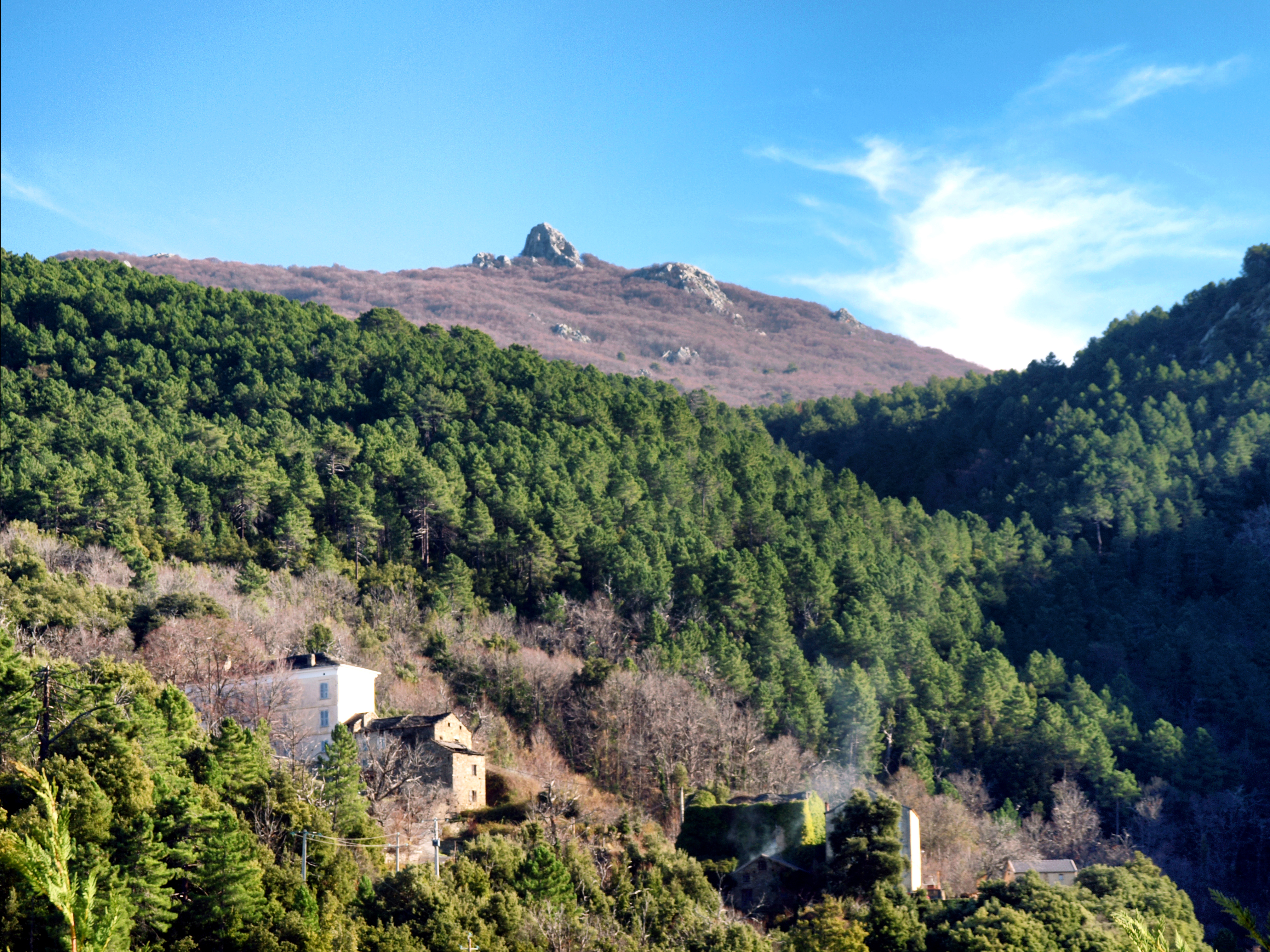
Petragrossa et San Petrone.

## Politique et administration

### Liste des maires

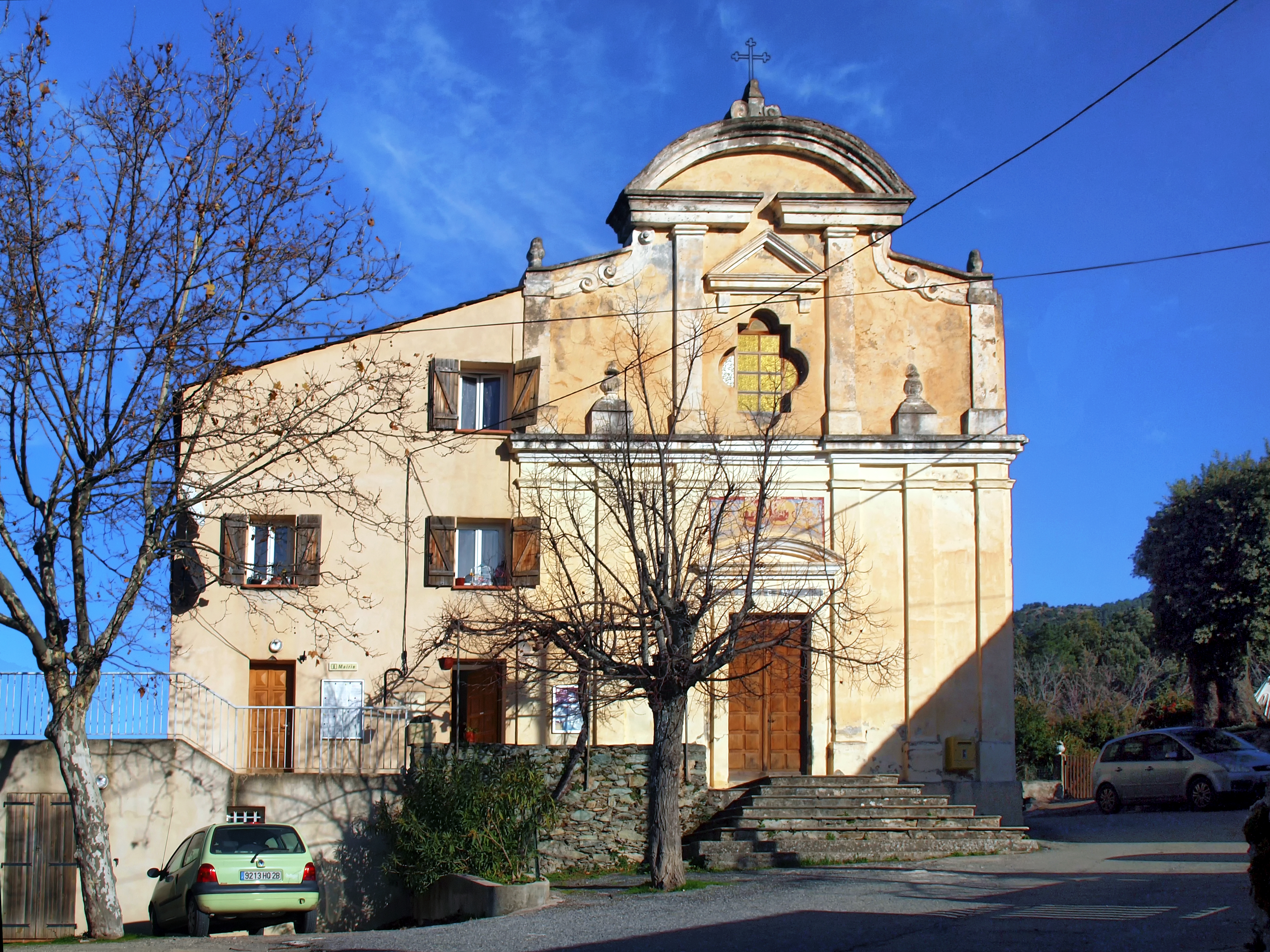
La mairie attenante à l'église.

| Période                                  | Période                                     | Identité                  | Étiquette | Qualité     |
| ---------------------------------------- | ------------------------------------------- | ------------------------- | --------- | ----------- |
| vers 1897                                | ?                                           | Nicodème Delfini          |           |             |
| 1945                                     | 1971                                        | Nonce Delfini             |           |             |
| mars 1971                                | mars 1977                                   | Barthélemy Santori        |           |             |
| mars 1977                                | mars 1989                                   | François Baptiste Delfini |           |             |
| mars 1989                                | août 1991(+)                                | Marius Pasqualini         |           |             |
| octobre 1991                             | mars 2011 (démission pour raisons de santé) | Marie-Jeanne Pasqualini   |           |             |
| mars 2011                                | En cours                                    | Gilles Pasqualini         | DVG       | Agriculteur |
| Les données manquantes sont à compléter. |                                             |                           |           |             |

## Population et société

### Démographie
L'évolution du nombre d'habitants est connue à travers les recensements de la population effectués dans la commune depuis 1800. Pour les communes de moins de 10 000 habitants, une enquête de recensement portant sur toute la population est réalisée tous les cinq ans, les populations de référence des années intermédiaires étant quant à elles estimées par interpolation ou extrapolation. Pour la commune, le premier recensement exhaustif entrant dans le cadre du nouveau dispositif a été réalisé en 2005.

En 2022, la commune comptait 60 habitants, en évolution de +11,11 % par rapport à 2016 (Haute-Corse : +5,15 %, France hors Mayotte : +2,11 %).
| 1800 | 1806 | 1821 | 1831 | 1836 | 1841 | 1846 | 1851 | 1856 |
| ---- | ---- | ---- | ---- | ---- | ---- | ---- | ---- | ---- |
| 322  | 365  | 404  | 449  | 434  | 384  | 376  | 373  | 352  |

| 1861 | 1866 | 1872 | 1876 | 1881 | 1886 | 1891 | 1896 | 1901 |
| ---- | ---- | ---- | ---- | ---- | ---- | ---- | ---- | ---- |
| 339  | 365  | 372  | 380  | 407  | 355  | 436  | 524  | 528  |

| 1906 | 1911 | 1921 | 1926 | 1931 | 1936 | 1946 | 1954 | 1962 |
| ---- | ---- | ---- | ---- | ---- | ---- | ---- | ---- | ---- |
| 545  | 582  | 542  | 508  | 512  | 511  | 228  | 132  | 107  |

| 1968 | 1975 | 1982 | 1990 | 1999 | 2005 | 2006 | 2010 | 2015 |
| ---- | ---- | ---- | ---- | ---- | ---- | ---- | ---- | ---- |
| 97   | 43   | 42   | 51   | 55   | 50   | 50   | 46   | 56   |

| 2020 | 2022 | - | - | - | - | - | - | - |
| ---- | ---- | - | - | - | - | - | - | - |
| 59   | 60   | - | - | - | - | - | - | - |

### Enseignement
L'école élémentaire (maternelle et élémentaire) la plus proche se situe au village de Morosaglia, lieu-dit U Cuventu. Une autre école primaire publique se trouve à Ponte-Leccia. Le collège de Moltifao est le plus proche, distant par route de 30,5 km ; collège et lycée Pascal-Paoli de Corte se trouvent à 31 km.

## Culture locale et patrimoine

### Lieux et monuments
- Monument aux morts.
- Chapelle de San Cervone (ruines) autrefois ermitage.

#### Chapelle Saint-Pantaléon
La chapelle Saint-Pantaléon (Ghjesola San Pantaleu) se trouve hors et à l'ouest du village, voisine du cimetière. Elle est datée du IXe siècle. L'intérieur est orné de fresques du XVIe siècle. Classée au titre des Monuments historiques, elle a été restaurée au début du présent siècle.

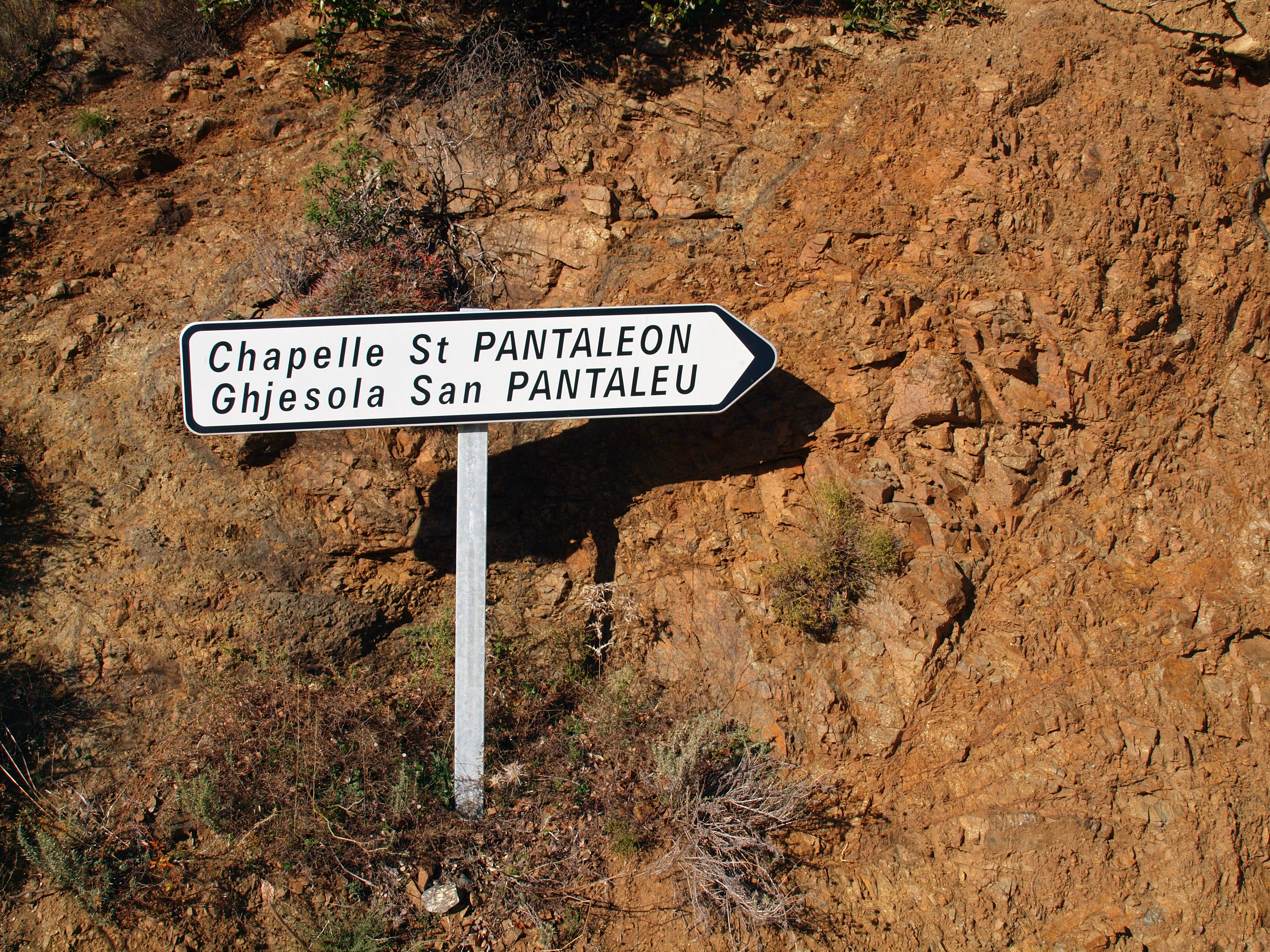
Panneau indicateur.
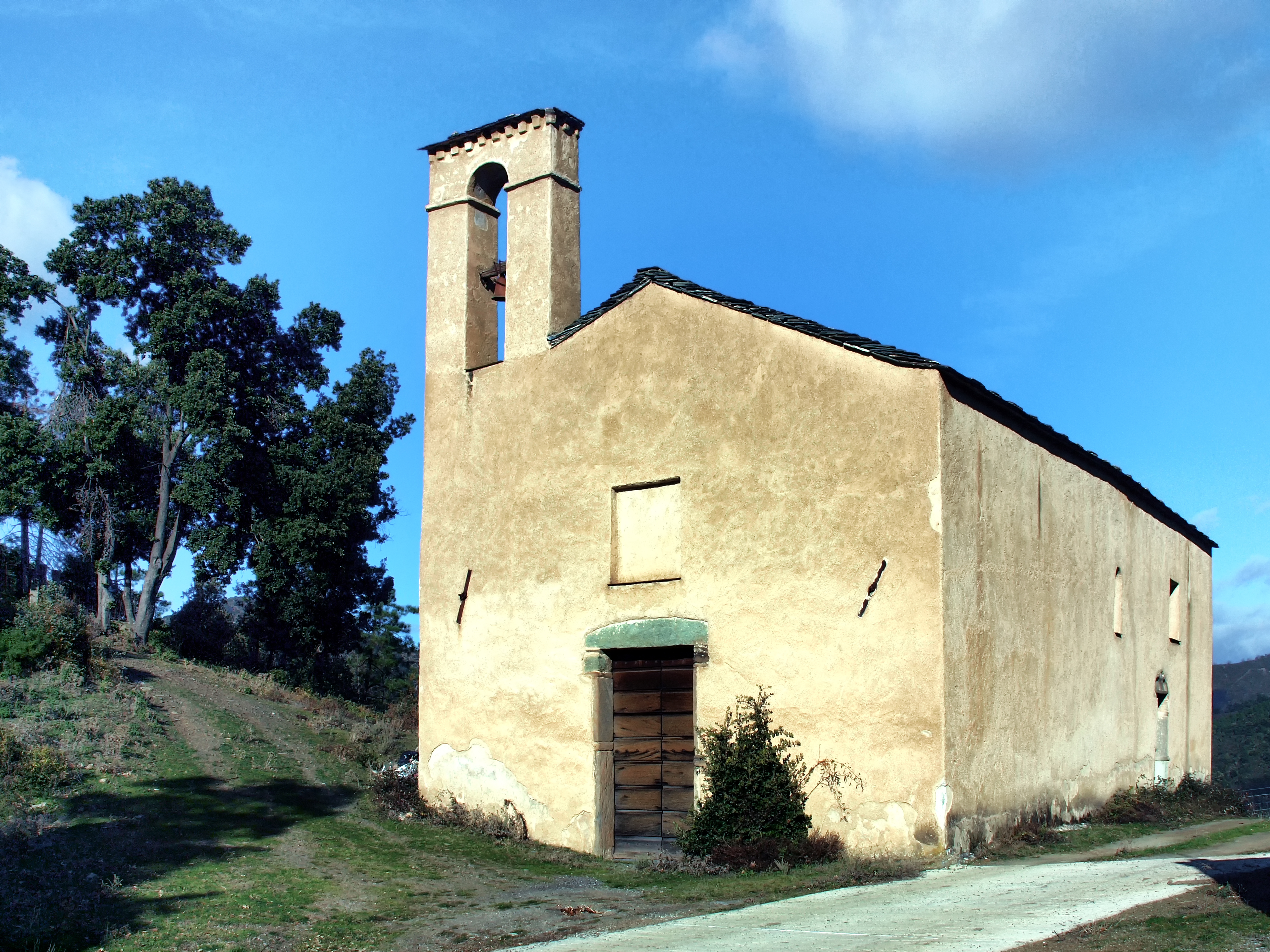
San Pantaleu
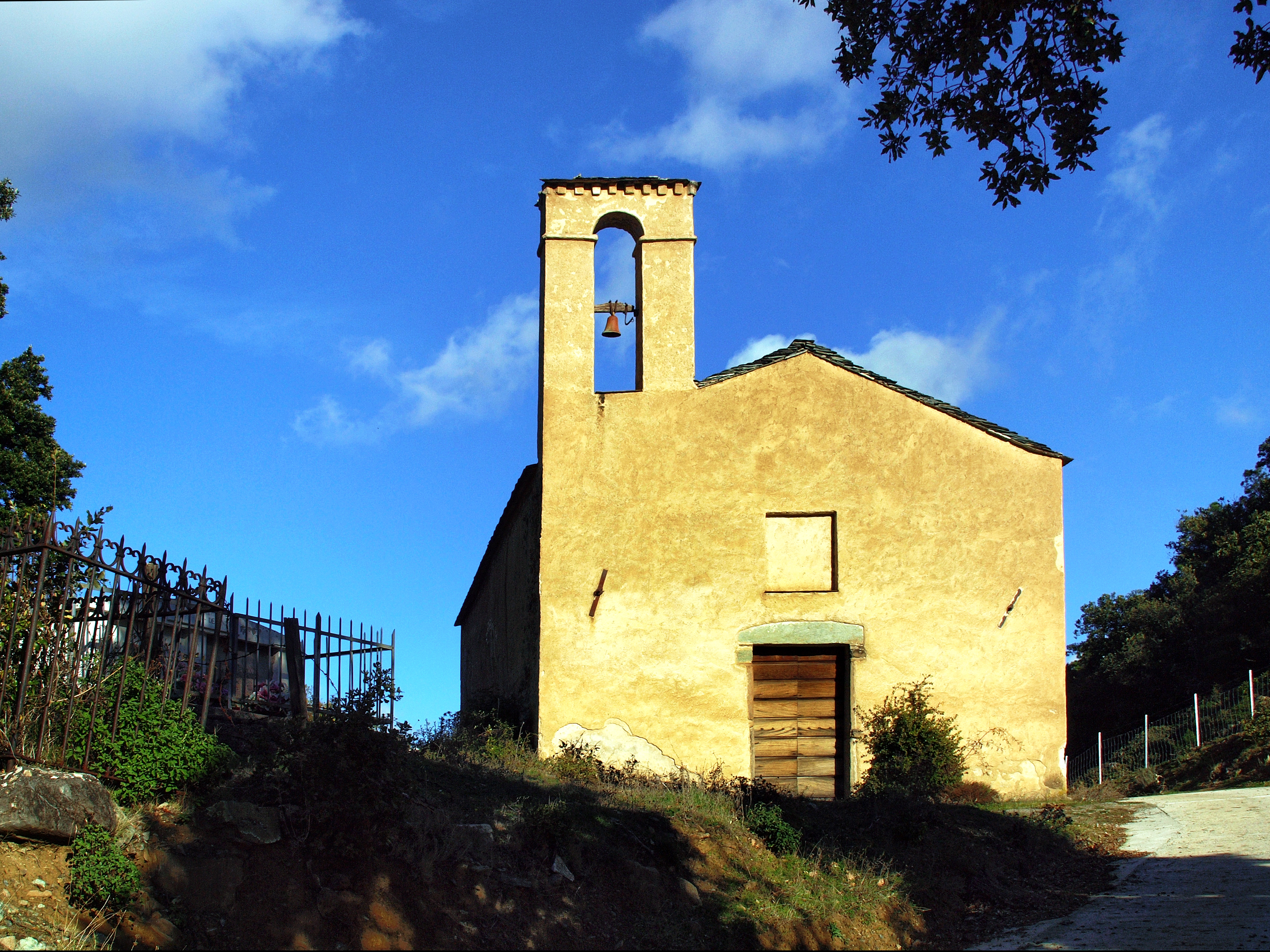
Façade principale.
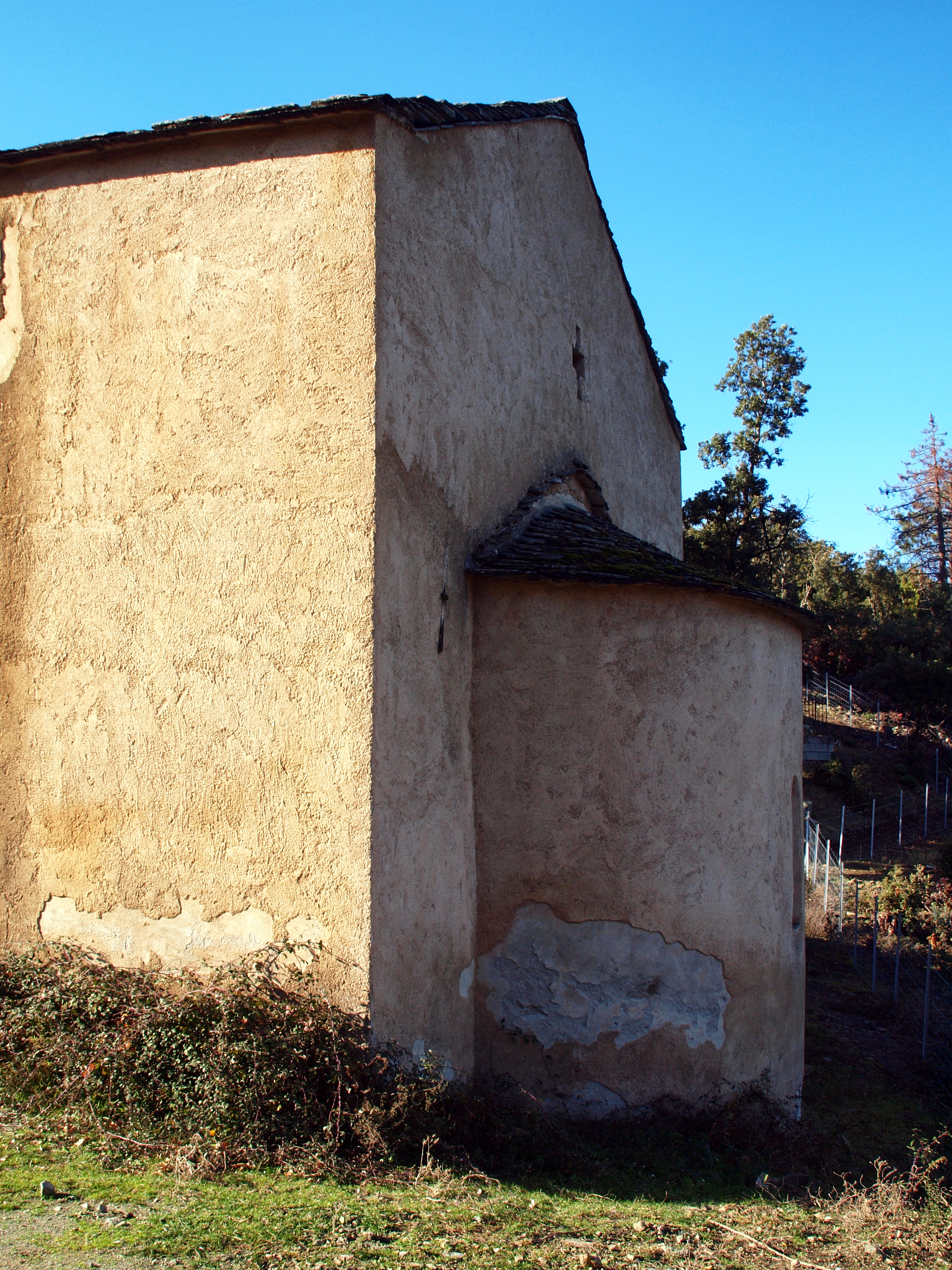
Chevet.
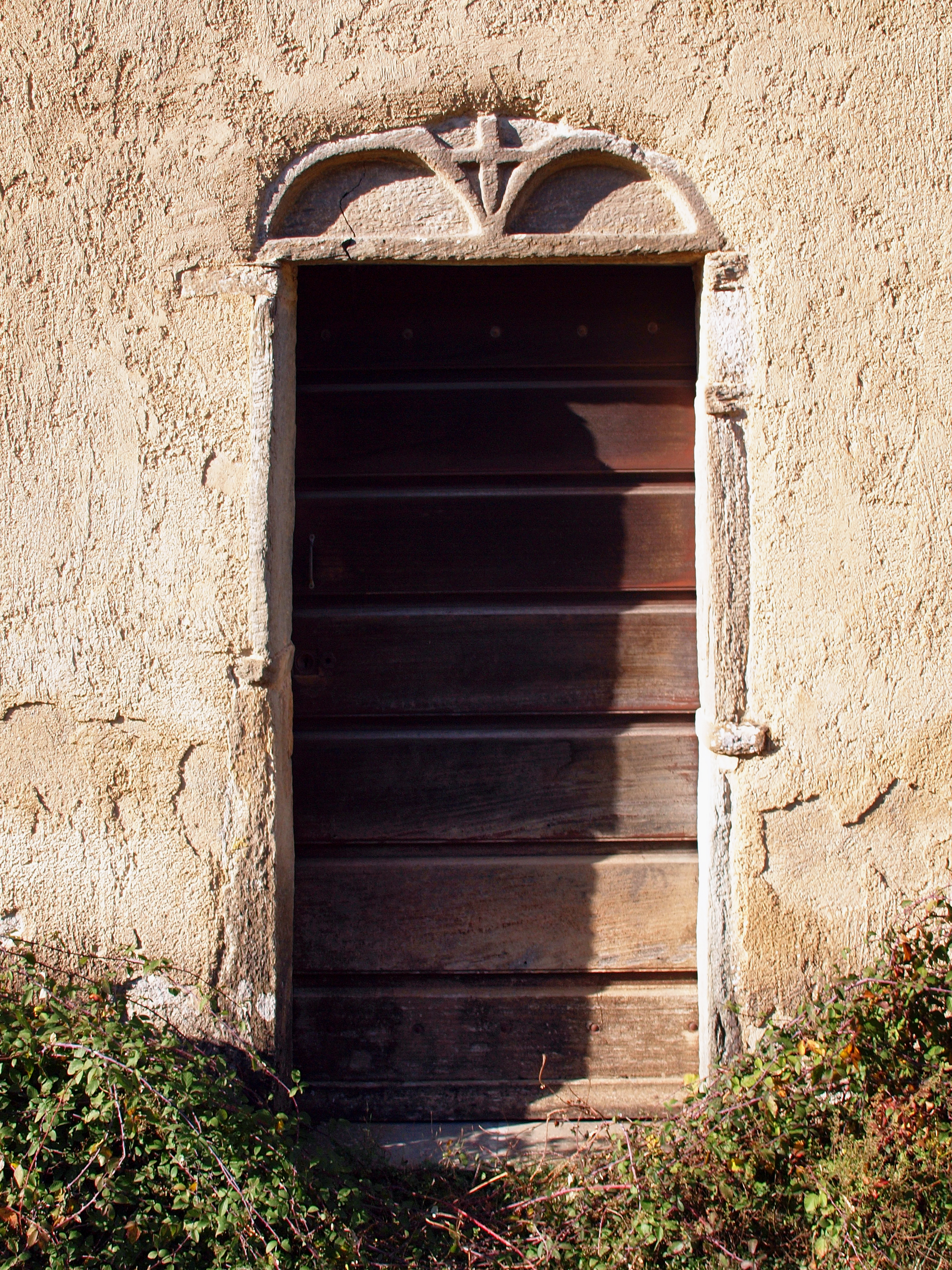
Portre latérale.

#### Église de l'Annonciation

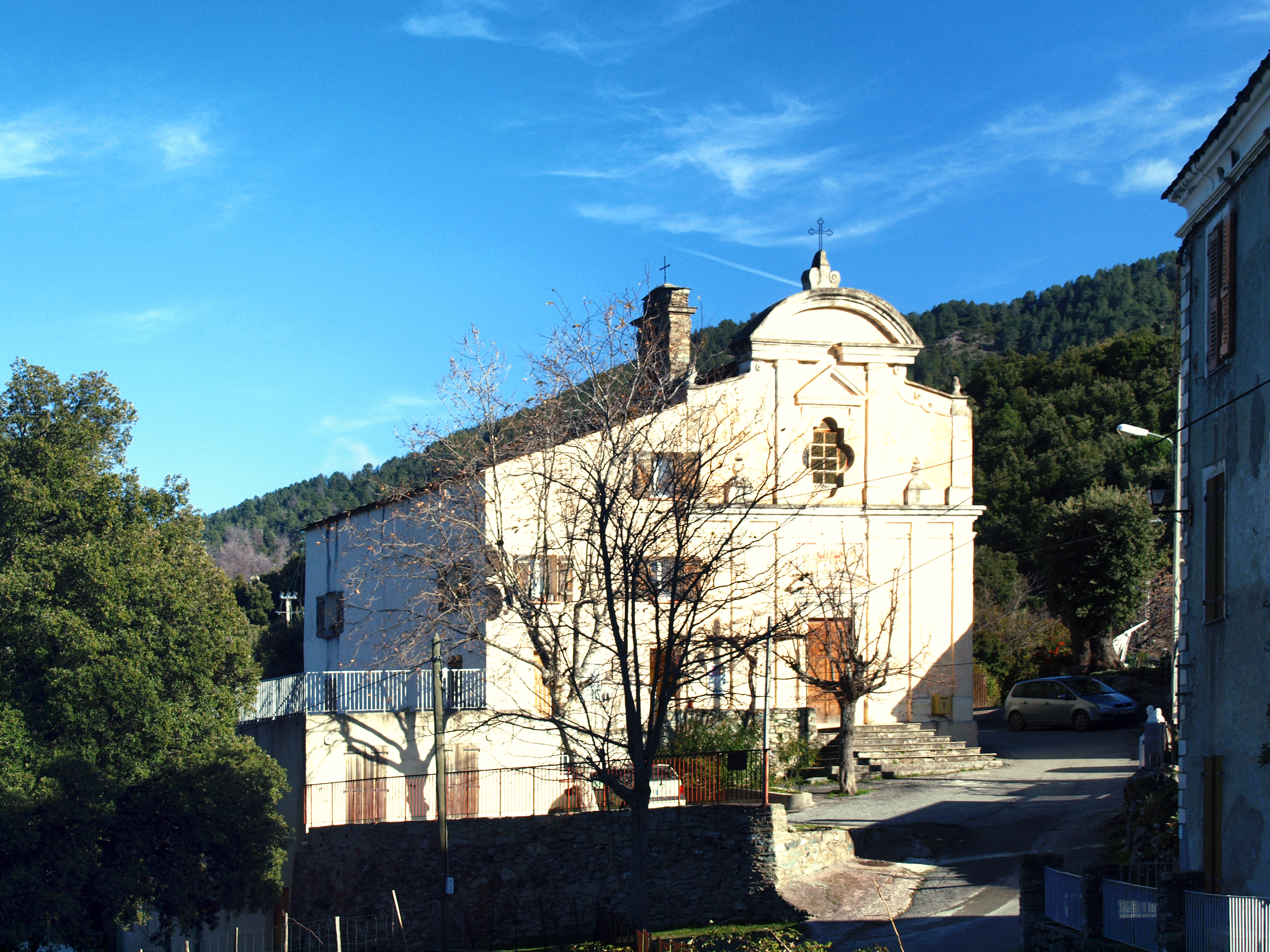
Mairie et église de l'Annonciation attenante.

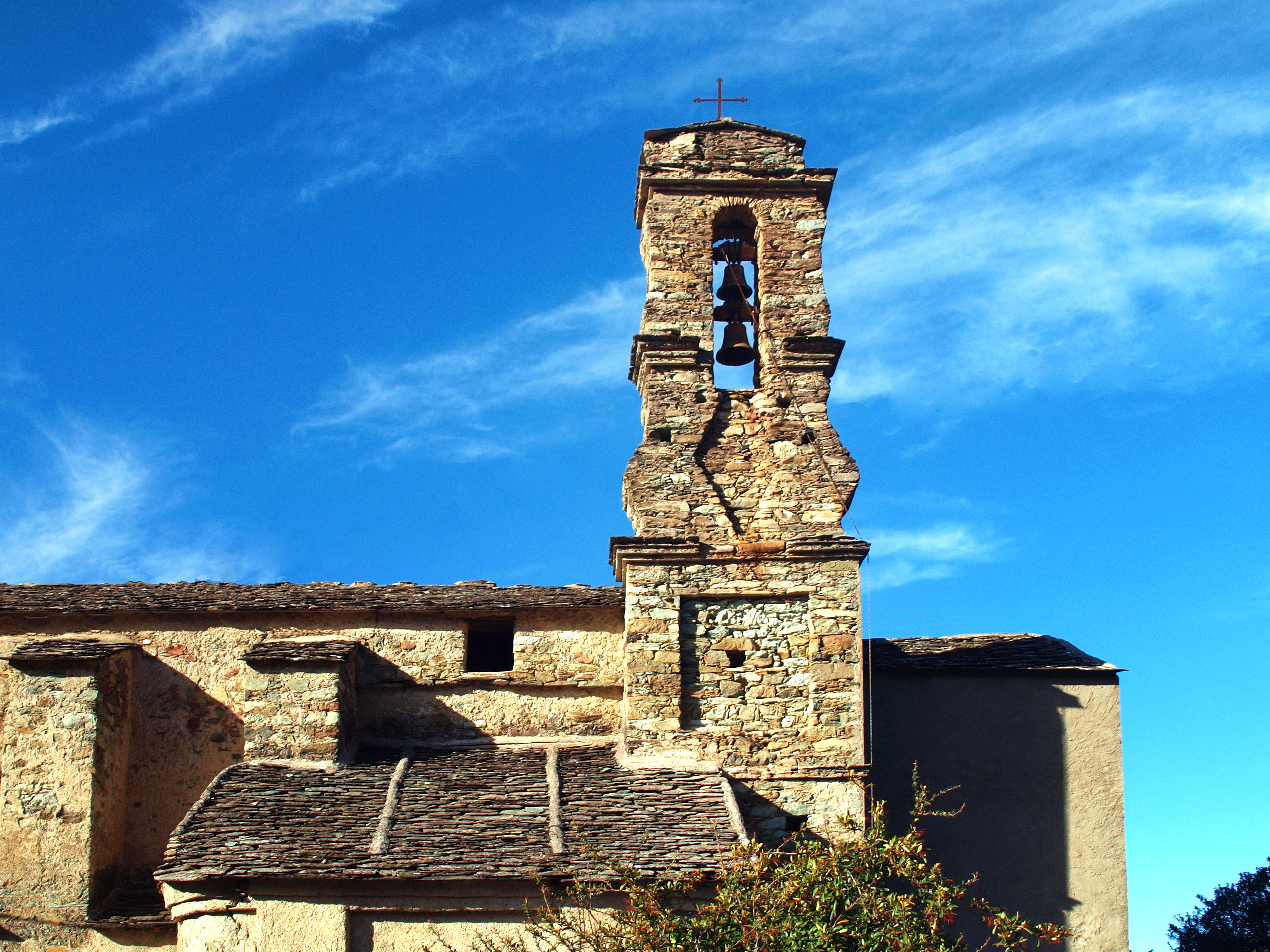
Église de l'Annonciation.

L'Annunziata est l'église paroissiale de Gavignano. Elle se situe au cœur du village, attenante à la mairie.

### Personnalités liées à la commune
Maryse Nicolaï, chanteuse traditionnelle de la Corse.